# Kraftwerk Mühlenplatz
Das Kraftwerk Mühlenplatz ist ein Laufwasserkraftwerk am nördlichen Brückenkopf der Spreuerbrücke an der Reuss in Luzern im Kanton Luzern. Es gehört dem städtischen Werk EWL Energie Wasser Luzern Holding.

## Geschichte
Luzern gehört mit Genf, Thun und Zürich zu den Schweizer Städten, die an einem Seeabfluss liegen. Diese konnten bereits im Mittelalter die Wasserkraft dank relativ geringen Wasserstandsunterschieden nutzen. Die mit Wasserkraft betriebenen Luzerner Reussmühlen lagen innerhalb der Stadtbefestigung und wurden erstmals 1178 erwähnt.
1888 bis 1889 wurde von der Stadt Luzern anstelle der Mühlen direkt an der Spreuerbrücke ein Gewerbehaus mit einem Kraftwerk für drei Jonval-Turbinen von Bell & Cie. Kriens gebaut. Dieses wurde an Kleingewerbeunternehmen vermietet. Die mechanische Wasserkraft wurde mittels Wellentransmission vom Kraftwerk ins Gewerbehaus übertragen. Das viergeschossige Sichtbacksteinhaus wurde 1932 durch einen Vollbrand zerstört.
Die Wasserkraftanlage mit den Jonvalturbinen und der Hauptransmissionswelle wurde 1926 mit einem Generator von Brown, Boveri & Cie. ergänzt und hatte anstelle der mechanischen Energie für die Fabrik für die öffentliche Elektrizitätsversorgung der Stadt Luzern Strom zu liefern. Der Drehstromgenerator lieferte Drehstrom mit einer Spannung von 380 V und für die Versorgung der Strassenbahn mit einer Spannung von 550 V an die Stadt. Die installierte Leistung betrug ca. 59 kW (80 PS). Das Kraftwerk musste 1977 wegen Schäden stillgelegt werden. In der Folge blieb die Wasserkraft an dieser Staustufe während 20 Jahren ungenutzt.
1996 bis 1998 wurde am alten Ort ein neues Elektrizitätswerk mit zwei Standard-Kegelradrohrturbinen von Sulzer Hydro erstellt. Das Kleinkraftwerkgebäude von 1926 wurde abgebrochen. Eine vollständige Maschineneinheit des alten Kraftwerks mit Laufrad, Leitapparat, Umlenkgetriebe, Hauptwelle und Kopfbaugetriebe samt Generator und Schaltwand blieben am alten Standort als Museum erhalten.
2015 wurde die vertikale Kegelradrohrturbine 2600 des Kraftwerks Mühlenplatz durch die Grimsel Hydro revidiert und Hochwasserschutzflanken montiert, damit das Kraftwerk bei einem Hochwasser nicht geflutet wird.

## Nadelwehr Luzern

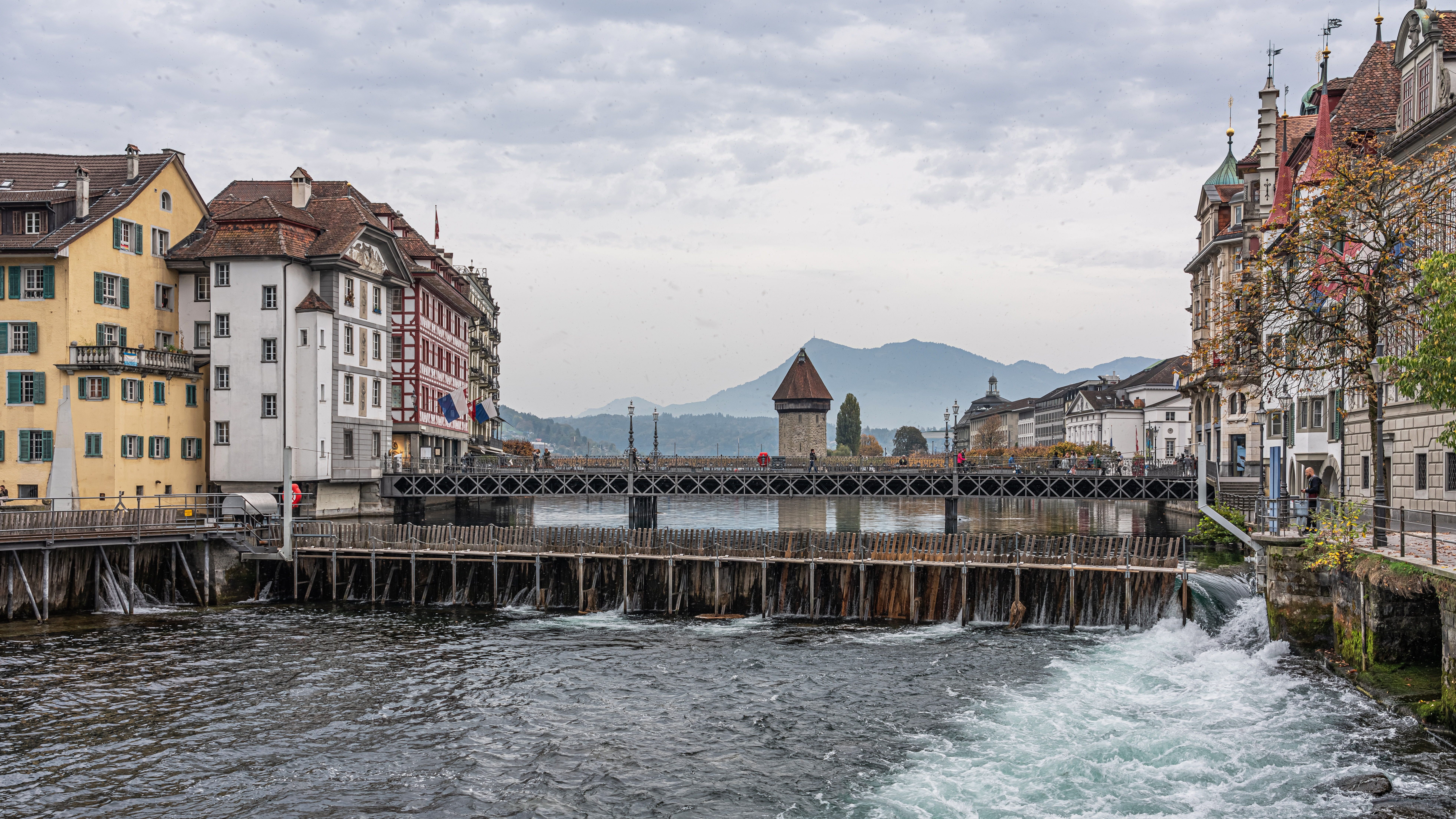
Reuss Nadelwehr

Mit dem Nadelwehr wird der Seeabfluss des Vierwaldstättersees reguliert sowie das Kraftwerk gespiesen, in dem das Längswehr und das Stirnwehr das Wasser zum Kanal leiten und das Nutzgefälle erzeugen.
Das Luzerner Nadelwehr ist als eines von wenigen in seinem historischen Zustand erhalten geblieben. Während die Wehre in allen grossen Flüssen durch halb- oder vollautomatische mechanische Wehreinrichtungen ersetzt wurden, wird das Luzerner Nadelwehr nach wie vor in aufwendiger körperlicher Arbeit dem Wasserstand angepasst. Bei grösseren Wassermengen durch Gewitter muss die Wehröffnung von vier bis fünf Männern mit den hakenförmigen «Zäppis» durch Herausziehen eines Teils der 3,5 Meter langen «Nadeln» vergrössert werden.
Anfänglich wurde der See für die Luzerner Reussmühlen als feste Schwelle und Längswehr gestaut, was bei Hochwasser zu Überschwemmungen in Seeufergemeinden führte. 1608 musste die Tagsatzung wegen des Rückstaus zwischen den Urschweizer Kantonen vermitteln.
Im 18. Jahrhundert wurde das feste Wehr teilweise mit einsteckbaren Holzbohlen (Nadeln) ersetzt, um eine bessere Regulierung des Sees bei Hochwasser zu ermöglichen. In Trockenzeiten floss wegen den Nadeln zu viel Wasser ab, was nach der Einführung des Dampfschiffverkehrs zu Problemen mit zu tiefem Wasserstand führte.
Zur besseren Seeregulierung wurde von 1858 bis 1859 die Sohle des Reussbettes in der Altstadt um 80 Zentimeter abgesenkt und das Nadelwehr besser abgedichtet neu aufgebaut. Das Stirnwehr für die Seeregulierung weist seither 175 Nadeln auf.
Das Nadelwehr ist zusammen mit den Mühlesporne als Reusswehr auf der Liste der Kulturgüter in Luzern als national bedeutend aufgeführt.

## Heutige Produktion
Die beiden Sulzer Kaplanturbinen haben einen Laufraddurchmesser von 2,6 m und eine installierte Leistung von 900 kW. Bei einem maximalen Bruttogefälle von 1,8 m und einer Wassermenge von 58 m3/s gewinnen sie jährlich rund 3 GWh elektrische Energie, dies entspricht einer durchschnittlichen Leistung von ca. 350 kW. Das Kleinwasserkraftwerk versorgt rund 1000 Haushalte mit Öko-Strom. Im April 2012 wurde es mit dem Qualitätslabel «Naturemade Star» zertifiziert.
Das Kraftwerk Mühlenplatz kann an bestimmten Tagen besichtigt werden.